# Neckera pseudopennata
Neckera pseudopennata là một loài Rêu trong họ Neckeraceae. Loài này được (Warnst.) Schlieph. ex Zmuda miêu tả khoa học đầu tiên năm 1915.